# Elefantvinda
Elefantvinda (Argyreia nervosa) är en art i familjen vindeväxter från Indien och Myanmar. Växten kan bli ett ogräs där den trivs och är numera förvildad i många andra områden i världen, bland annat Hawaii, Afrika och Västindien. Odlas också som prydnadsväxt och kan i Sverige odlas som krukväxt. Den uppskattas för sina blommor som är trumpetformade och rosa som övergår till lila inuti. 
Klängande buske som kan bli flera meter lång, hela växten är sammetshårig. Bladen blir 15–25 (–30) cm långa, 13–20 (–30) cm breda, hjärtlika, uppspetsiga. Blommorna kommer i vitluddiga vippor i bladvecken, och blir 5–7,5 cm långa med 1,3–1,5 cm långa foderblad, blomskaften kan bli upp till 15 cm långa. Kronan är klocklik med en kort blompip, lavendelblå till rosa med ett mörkare svalg. Frukten är ett bär med typiska, förvedade foderblad runt om.

## Odling
Lättast från frö. Fröna är hårda och kan behöva sandpappras för att lättare ta till sig fuktighet och senare gro. Plantera i näringsrik, väldränerad jord. Vattna och gödsla regelbundet, växten bör inte få torka ut. Trivs bäst i halvskugga. Till skillnad från nästan alla andra vindeväxter växer elefantvindan långsamt. Det kan ta två år från frö för den att bli 30 cm hög. Den kräver stora krukor för att blomma.

## Synonymer
- Argyreia speciosa (L. f.) Sweet
- Convolvulus nervosus Burman f., 1768
- Convolvulus speciosus L.f., 1782
- Ipomoea speciosa (Persoon, 1805 nom. illeg.
- Lettsomia nervosa (Burman f.) Roxburgh, 1814
- Lettsomia speciosa (L.f.) Roxburgh, 1814
- Rivea nervosa (Burman f.) Hallier f., 1768
- Samudra speciosa (L.f.) Rafinesque, 1836